# Тарасенков, Александр
Александр Тарасенков (эст. Aleksandr Tarassenkov; 29 сентября 1980, Кингисепп, Ленинградская область, РСФСР) — эстонский (негражданин) футболист, левый и центральный полузащитник.

## Биография
Воспитанник нарвских клубов «Энергия» и «Транс». В высшей лиге Эстонии дебютировал в составе «Транса» в сезоне 1995/96, сыграв один матч. С сезона 1997/98 стал твёрдым игроком основного состава команды. Свой первый гол в высшей лиге забил 19 июля 1997 года на 82-й минуте выездного матча с «Тулевиком», принеся своей команде победу со счётом 3:2.
В 2001 году перешёл в таллинскую «Флору», провёл в команде два с половиной сезона и стал за это время трёхкратным чемпионом Эстонии. Вторую половину сезона 2003 года провёл на правах аренды в клубе «Валга» в высшей лиге, до того выступал за «Валгу» и «Тервис» в первой лиге.
С 2004 года снова играл за «Транс», стал неоднократным призёром чемпионата Эстонии. В 2010—2011 годах играл за «Калев» (Силламяэ), а во второй половине сезона 2011 года снова выступал за «Транс». В 2012 году играл в первой лиге за «Ирбис» (Кивиыли). В Кубке Интертото 2005 года стал автором победного гола в матче с бельгийским «Локереном» (1:0), однако по итогам двух матчей дальше прошёл бельгийский клуб.
В начале 2013 года был заподозрен, вместе с одиннадцатью действующими и бывшими игроками и рядом околофутбольных деятелей, в организации договорных матчей. Эстонский футбольный союз и ФИФА отстранили Тарасенкова и других замешанных игроков от футбола. Однако прошедший в 2014 году гражданский суд не смог доказать вину подозреваемых. Тем не менее, трёхлетняя дисквалификация не была снята с Тарасенкова, и действовала до декабря 2015 года.
Всего в высшем дивизионе Эстонии сыграл 382 матча и забил 74 гола. До 2017 года входил в десятку лучших за всю историю по числу сыгранных матчей.
В 2016—2017 годах выступал в четвёртом дивизионе за «Нарва Юнайтед». С этим клубом стал полуфиналистом Кубка Эстонии 2017 года.
Помимо большого футбола, выступал за команды по мини-футболу, становился чемпионом Эстонии и участвовал в матчах еврокубков по этому виду спорта.

## Достижения
- Чемпион Эстонии (3): 2001, 2002, 2003
- Серебряный призёр чемпионата Эстонии (1): 2006
- Бронзовый призёр чемпионата Эстонии (4): 2005, 2008, 2009, 2011
- Обладатель Суперкубка Эстонии (3): 2002, 2007, 2008

## Личная жизнь
Старший сын Даниил (род. 2003) тоже занимается футболом, играет в высшей лиге Эстонии за «Нымме Калью».